# Liste der Baudenkmäler in Wirsberg
Auf dieser Seite sind die Baudenkmäler in dem oberfränkischen Markt Wirsberg zusammengestellt. Diese Tabelle ist eine Teilliste der Liste der Baudenkmäler in Bayern. Grundlage ist die Bayerische Denkmalliste, die auf Basis des Bayerischen Denkmalschutzgesetzes vom 1. Oktober 1973 erstmals erstellt wurde und seither durch das Bayerische Landesamt für Denkmalpflege geführt wird. Die folgenden Angaben ersetzen nicht die rechtsverbindliche Auskunft der Denkmalschutzbehörde.
 Diese Liste gibt den Fortschreibungsstand vom 16. Oktober 2014 wieder und enthält 38 Baudenkmäler.

## Ensembles

### Ensemble Marktplatz mit Rathausplatz
Der geräumige dreiseitige Marktplatz (Lage), das Zentrum der slawischen Rodungssiedlung des 11. Jahrhunderts, wird auf zwei Seiten von zweigeschossigen giebelständigen Häusern gesäumt, auf der etwas höher gelegenen dritten Seite von Traufseithäusern, die im Kern dem 16./17. Jahrhundert angehören und zum Teil im 18./19. Jahrhundert überarbeitet wurden. Nach Osten wird das Ensemble von der erhöht gelegenen Pfarrkirche von 1743/46 als dominierendem Bau und dem ehemals Rabensteinschen Schloss begrenzt, im Westen schließt sich der Rathausplatz an. Aktennummer: E-4-77-163-1.

## Baudenkmäler nach Gemeindeteilen

### Wirsberg
| Lage                                                                                                | Objekt                                                        | Beschreibung | Akten-Nr.     | Bild                                                        |
| --------------------------------------------------------------------------------------------------- | ------------------------------------------------------------- | --- | ------------- | ----------------------------------------------------------- |
| Am Hügel 2 (Standort)                                                                               | Ehemaliges Schulhaus                                          | Zweigeschossiger Satteldachbau mit Fachwerkobergeschoss und verschiefertem Giebel, Anfang 17. Jahrhundert, zum Teil mit Mauerwerk der um 1600 abgebrochenen St.-Leonhards-Kirche erneuert                                | D-4-77-163-1  | Ehemaliges Schulhaus                                        |
| Am Lindenberg 20 (Standort)                                                                         | Türrahmung                                                    | Sandstein, bezeichnet „1763“ | D-4-77-163-2  | BW                                                          |
| Am Lindenberg 29 (Standort)                                                                         | Friedhofskapelle                                              | Bezeichnet „1600“, Durchgangskapelle aus Abbruchmaterial der St.-Leonhards-Kirche, Dachreiter; mit Ausstattung | D-4-77-163-22 | weitere Bilder                                              |
| Am Lindenberg (Standort)                                                                            | Friedhof                                                      | Mit Ummauerung, im Kern um 1600 | D-4-77-163-23 | weitere Bilder                                              |
| Hauptstraße 5 (Standort)                                                                            | Wohnhaus                                                      | Zweigeschossiges Giebelhaus, Erdgeschoss wohl noch 17. Jahrhundert, mit profilierten Fenstergewänden, Obergeschoss 19. Jahrhundert, Türrahmung bezeichnet „1816“                                                         | D-4-77-163-3  | BW                                                          |
| Nähe Kulmbacher Straße (Standort)                                                                   | Keller- bzw. Vorratshäuschen                                  | Eingeschossiger Massivbau mit flach geneigtem Dach, durch Keilstein bezeichnet „1741“; neben dem Anwesen | D-4-77-163-5  | weitere Bilder                                              |
| Kulmbacher Straße 9 (Standort)                                                                      | Wappentafel                                                   | Stein, bezeichnet „1549“ | D-4-77-163-6  | BW                                                          |
| Kulmbacher Straße 20 (Standort)                                                                     | Wohnhaus                                                      | Zweigeschossiges Halbwalmdachhaus mit Türrahmung, bezeichnet „1805“; zugehörige Scheune | D-4-77-163-7  | BW                                                          |
| Marktplatz 8 (Standort)                                                                             | Metzger-Hauszeichen                                           | Bezeichnet „1781“ | D-4-77-163-9  | weitere Bilder                                              |
| Marktplatz 10 (Standort)                                                                            | Gasthof                                                       | Zweigeschossiger Sandsteinquaderbau mit Halbwalmdach, Tordurchfahrt, 18./19. Jahrhundert | D-4-77-163-10 | Gasthof                                                     |
| Marktplatz 11 (Standort)                                                                            | Wohnhaus                                                      | Zweiteiliges, zweigeschossiges Eckhaus, straßenzugewandter Riegel mit Satteldach, platzseitig mit Walmdach, Obergeschoss und Ostgiebel Fachwerk, wohl 17./18. Jahrhundert, im Kern wohl 16. Jahrhundert                  | D-4-77-163-11 | weitere Bilder                                              |
| Marktplatz 14 (Standort)                                                                            | Evangelisch-lutherische Pfarrkirche St. Johannes der Täufer   | Saalkirche mit Dachreiter, 1634 Wiederaufbau mit älterem Kern, 1743–46 Neugestaltung, durch Maurermeister W. Wolfram und Zimmermeister I. A. Lindner, bezeichnet „1743“; mit Ausstattung                                 | D-4-77-163-13 | Evangelisch-lutherische Pfarrkirche St. Johannes der Täufer |
| Marktplatz 14 (Standort)                                                                            | Kirchhof                                                      | Mit Ummauerung über westlicher Freitreppe, nördlich und westlich mit Balustrade auf Bruchsteinmauer, 18. Jahrhundert | D-4-77-163-14 | weitere Bilder                                              |
| Marktplatz 16 (Standort)                                                                            | Ehemaliges Rabensteinsches Schloss                            | Zweigeschossiger Halbwalmdachbau, im Kern vermutlich spätmittelalterlich, Erdgeschoss 18. Jahrhundert; eingeschossiges Wirtschaftsgebäude über hohem Kellergeschoss, Fenstersturz bezeichnet „1617“; zugehörige Anbauten | D-4-77-163-15 | Ehemaliges Rabensteinsches Schloss                          |
| Marktplatz 18 (Standort)                                                                            | Zwei Inschrifttafeln                                          | Bezeichnet „1676“ und „1760“, am Pfarrhaus; Pfarrscheune, eingeschossiger Satteldachbau, Fachwerk, zum Teil Blockwand, bezeichnet „MK 1721“                                                                              | D-4-77-163-16 | BW                                                          |
| Rathausplatz 1 (Standort)                                                                           | Wohnhaus                                                      | Stattliches Eckhaus, zweigeschossiger Satteldachbau, Giebel vorkragend, verputztes Fachwerk, im Kern 16. Jahrhundert, Wiederaufbau 1634, Portal bezeichnet „1824“; mit angebauter Scheune                                | D-4-77-163-17 | weitere Bilder                                              |
| Rathausplatz 2 (Standort)                                                                           | Rathaus                                                       | Stattlicher zweigeschossiger Eckbau mit Zierfachwerk, Satteldach, im Kern wohl 16. Jahrhundert (modern bezeichnet „1597“), 17./18. Jahrhundert und nach 1900 erneuert, Wappenstein bezeichnet „1701“                     | D-4-77-163-18 | Rathaus                                                     |
| Schloßberg 4 (Standort)                                                                             | Ehemaliges Schulhaus                                          | Stattlicher zweigeschossiger Walmdachbau mit hohem Kellergeschoss, um 1820 | D-4-77-163-19 | weitere Bilder                                              |
| Nähe Schloßberg, am Burgfelsen nordwestlich des Zusammenflusses von Kosser und Schorgast (Standort) | Ehemalige Burg der Herren von Wirsberg                        | Um 1200, wohl im Dreißigjährigen Krieg zerstört | D-4-77-163-26 | BW                                                          |
| Schorgasttal 18 (Standort)                                                                          | Ehemalige Mühle                                               | Zweigeschossiger Satteldachbau mit Fachwerkobergeschoss, 16./17. Jahrhundert, bezeichnet „1714“ und „1827“, Veränderungen des 19. Jahrhunderts; zugehöriger Anbau mit Ausstattung                                        | D-4-77-163-20 | weitere Bilder                                              |
| Nähe Marktplatz (Standort)                                                                          | Brücke über die Schorgast                                     | Zweijochige Sandsteinquaderbrücke, erste Hälfte 18. Jahrhundert | D-4-77-163-21 | Brücke über die Schorgast                                   |
| Auf der Ostkuppe der Buchleite, nordwestlich von Wirsberg (Standort)                                | Grundmauern einer Kapelle                                     | Im Kern wohl Anfang 12. Jahrhundert, Langhaus wohl von 1433 | D-4-77-163-24 | BW                                                          |
| Nahe der Leonhardskirche, südöstlich von Neufang (Standort)                                         | Wallfahrtskirche zu den Drei Heiligen Marien (Heilingskirche) | Ruinöse westliche Giebelfront, wohl 13./14. Jahrhundert | D-4-77-163-25 | weitere Bilder                                              |

### Birkenhof
| Lage                  | Objekt                   | Beschreibung                                            | Akten-Nr.     | Bild |
| --------------------- | ------------------------ | ------------------------------------------------------- | ------------- | ---- |
| Neufang 25 (Standort) | Ehemaliges Wohnstallhaus | Zweigeschossiger Halbwalmdachbau mit Türrahmungen, 1857 | D-4-77-163-28 | BW   |

### Cottenau
| Lage                     | Objekt                                              | Beschreibung | Akten-Nr.     | Bild           |
| ------------------------ | --------------------------------------------------- | --- | ------------- | -------------- |
| Cottenau 5 (Standort)    | Wohnstallhaus                                       | Ein- und zweigeschossiger Satteldachbau auf U-förmigem Grundriss, mit Türrahmung, Sandstein, bezeichnet „1821“                                                  | D-4-77-163-31 | BW             |
| Cottenau 9 (Standort)    | Evangelisch-lutherische Filialkirche Peter und Paul | Saalkirche mit Dachreiter, im Kern wohl spätmittelalterlich, Erweiterung 1606–1609, Barockisierung „1751“ (bezeichnet); mit Ausstattung                         | D-4-77-163-29 | weitere Bilder |
| Cottenau 9/10 (Standort) | Kirchhof                                            | Mit Kirchhofmauer von 1609 und Grabsteinen; mit angebautem Bauernanwesen, ein- und zweigeschossiger Satteldachbau, 18./19. Jahrhundert und zugehörigen Scheunen | D-4-77-163-30 | weitere Bilder |
| Cottenau 31 (Standort)   | Ehemaliges Schloss                                  | Gestreckter traufseitiger zweigeschossiger Halbwalmdachbau mit verputztem Fachwerkobergeschoss, im Kern spätes 18. Jahrhundert                                  | D-4-77-163-32 | weitere Bilder |

### Neufang
| Lage                 | Objekt       | Beschreibung                                                         | Akten-Nr.     | Bild |
| -------------------- | ------------ | -------------------------------------------------------------------- | ------------- | ---- |
| Neufang 3 (Standort) | Austragshaus | Zweigeschossiger Giebelbau mit verputztem Fachwerkobergeschoss, 1816 | D-4-77-163-33 | BW   |

### Osserich
| Lage                  | Objekt        | Beschreibung                                     | Akten-Nr.     | Bild |
| --------------------- | ------------- | ------------------------------------------------ | ------------- | ---- |
| Osserich 5 (Standort) | Wohnstallhaus | Eingeschossiger Satteldachbau, bezeichnet „1823“ | D-4-77-163-34 | BW   |

### Sessenreuth
| Lage                      | Objekt        | Beschreibung                                                                             | Akten-Nr.     | Bild |
| ------------------------- | ------------- | ---------------------------------------------------------------------------------------- | ------------- | ---- |
| Sessenreuth 1 (Standort)  | Türrahmungen  | Sandstein, bezeichnet „1815“                                                             | D-4-77-163-35 | BW   |
| Sessenreuth 8 (Standort)  | Türrahmung    | Sandstein, bezeichnet „1842“ Davor Brunnen und Viehtrog, bezeichnet „1850“               | D-4-77-163-37 | BW   |
| Sessenreuth 11 (Standort) | Wohnstallhaus | Zweigeschossiger Sandsteinquaderbau mit Eckpilastern unter Satteldach, bezeichnet „1844“ | D-4-77-163-38 | BW   |

### Weißenbach
| Lage                    | Objekt        | Beschreibung                                                                          | Akten-Nr.     | Bild |
| ----------------------- | ------------- | ------------------------------------------------------------------------------------- | ------------- | ---- |
| Weißenbach 2 (Standort) | Wohnstallhaus | Zweigeschossiger Halbwalmdachbau, bezeichnet „1816“ und „1924“                        | D-4-77-163-39 | BW   |
| Weißenbach 5 (Standort) | Wohnstallhaus | Eingeschossiger Satteldachbau mit Fachwerkgiebel, wohl erstes Viertel 19. Jahrhundert | D-4-77-163-40 | BW   |

## Ehemalige Baudenkmäler
In diesem Abschnitt sind Objekte aufgeführt, die früher einmal in der Denkmalliste eingetragen waren, jetzt aber nicht mehr. Objekte, die in anderem Zusammenhang also z. B. als Teil eines Baudenkmals weiter eingetragen sind, sollen hier nicht aufgeführt werden. Aktennummern in diesem Abschnitt sind ehemalige, jetzt nicht mehr gültige Aktennummern.

| Lage                                      | Objekt    | Beschreibung | Akten-Nr.     | Bild |
| ----------------------------------------- | --------- | --- | ------------- | ---- |
| Wirsberg Marktplatz 12 (Standort)         | Wohnhaus  | Breitgelagerter zweigeschossiger Traufseitbau mit Ecklisenen, Satteldach an Giebeln mit Krüppelwalm, im Kern wohl 17. Jahrhundert, Tür mit Schlussstein bezeichnet „1804“; mit Seitenflügel und rückwärtiger Scheune, eingeschossiger Satteldachbau, Bruchstein | D-4-77-163-12 | BW   |
| Wirsberg Auf der Theresienhöhe (Standort) | Turmhügel | Kreisförmiges Hügelplateau, nördlich und westlich umgrenzt durch Graben jetzt als Bodendenkmal mit der Nummer D-4-5835-0025 aufgeführt | D-4-77-163-27 | BW   |